# Cristian Leay
Cristian Antonio Leay Morán (Recoleta, Santiago, 9 de febrero de 1954) es un ingeniero en minas, político y empresario chileno, exdiputado y exmiembro del directorio de Televisión Nacional de Chile.

## Biografía
Cursó sus estudios primarios y secundarios en el Colegio Patrocinio San José. Sus estudios superiores los realizó en la Universidad Técnica del Estado, titulándose en 1977 de ingeniero en minas.
Durante su estadía en la universidad, fue presidente del Centro de Alumnos de la Escuela de Minas, y asumió el puesto de secretario general de la Federación de Estudiantes de su universidad en 1973. Tres años más tarde fue elegido presidente de la Federación de Estudiantes de la misma casa de estudios. A mediados de los años 80' contribuyó en la formación del Partido Renovación Nacional, ocupando el puesto de presidente de dicho partido en el Distrito 19 (Recoleta e Independencia), en 1987.
En 1989 se integró a la Unión Demócrata Independiente, donde se desempeñó como secretario regional de la juventud Metropolitana, asesor del Departamento Poblacional, presidente regional del partido y miembro de la Comisión Política.
En su primer y segundo período parlamentario participó en la Comisión Permanente de Minería y Energía, la que presidió. Fue nombrado Jefe de la Bancada UDI, por el período 1993 a 1994. En su tercer y cuarto período parlamentario integró la Comisión Permanente de Relaciones Exteriores, Asuntos Interparlamentarios e Integración Latinoamericana y la de Minería y Energía.
En 2005 postuló al senado, siendo superado por su compañero de lista, Carlos Cantero, por un 1 %. En los años posteriores se desempeñó como director de Televisión Nacional de Chile (2008-2016) y presidente de directorio, gerente general, socio y asesor de compañías mineras.

## Historia electoral

### Elecciones parlamentarias de 1989
- Elecciones parlamentarias de 1989 a Diputado por el Distrito 19 (Independencia y Recoleta), Región Metropolitana[6]

| Candidato                         | Coalición                       | Partido | Votos  | %     | Resultado |
| --------------------------------- | ------------------------------- | ------- | ------ | ----- | --------- |
| Mario Hamuy Berr                  | Concertación por la Democracia  | DC      | 41 876 | 30,02 | Diputado  |
| Óscar Santelices Altamirano       | Concertación por la Democracia  | PPD     | 39 549 | 28,35 |           |
| Cristián Leay Morán               | Democracia y Progreso           | UDI     | 34 137 | 24,47 | Diputado  |
| Mauricio Smok Allemandi           | Democracia y Progreso           | RN      | 7647   | 5,48  |           |
| Luis Urquidi Holberton            | Liberal-Socialista Chileno      | ILE     | 5120   | 3,67  |           |
| Ramiro Guillermo Vidal Montenegro | Liberal-Socialista Chileno      | ILE     | 3225   | 2,31  |           |
| Crescencio López Pérez            | Partido Nacional                | ILF     | 3805   | 2,73  |           |
| Gabriel Álvarez Martínez          | Independientes (Fuera de Pacto) | IND     | 4122   | 2,95  |           |

### Elecciones parlamentarias de 1993
- Elecciones parlamentarias de 1993 a Diputado por el Distrito 19 (Independencia y Recoleta), Región Metropolitana[7]

| Candidato                   | Coalición                            | Partido | Votos  | %     | Resultado |
| --------------------------- | ------------------------------------ | ------- | ------ | ----- | --------- |
| Mario Hamuy Berr            | Concertación por la Democracia       | DC      | 37 748 | 28,59 | Diputado  |
| Óscar Santelices Altamirano | Concertación por la Democracia       | PPD     | 35 142 | 26,62 |           |
| Cristián Leay Morán         | Unión por el Progreso de Chile       | UDI     | 32 757 | 24,81 | Diputado  |
| Ricardo Hales Chabán        | La Nueva Izquierda                   | ILC     | 1559   | 1,18  |           |
| Gabriel Álvarez Martínez    | Unión por el Progreso de Chile       | ILB     | 16 644 | 12,61 |           |
| Nano Acevedo                | Alternativa Democrática de Izquierda | PC      | 6847   | 5,19  |           |
| Mario Lobos Flores          | Alternativa Democrática de Izquierda | IND     | 1317   | 1,00  |           |

### Elecciones parlamentarias de 1997
- Elecciones parlamentarias de 1997 a Diputado por el distrito 19 (Independencia y Recoleta), Región Metropolitana[8]

| Candidato                 | Pacto                          | Partido | Votos  | %     | Resultado |
| ------------------------- | ------------------------------ | ------- | ------ | ----- | --------- |
| Patricio Hales Dib        | Concertación por la Democracia | PPD     | 34 625 | 31,87 | Diputado  |
| Cristián Leay Morán       | Unión por Chile                | UDI     | 32 401 | 29,82 | Diputado  |
| Adrián Torres Canales     | Concertación por la Democracia | PDC     | 14 916 | 13,73 |           |
| Douglas Hubner Vidal      | La Izquierda                   | PC      | 10 399 | 9,57  |           |
| Pablo Araya Baltra        | Unión por Chile                | ILB     | 6245   | 5,75  |           |
| Isabel Pulgar Morales     | Humanista                      | PH      | 2332   | 2,15  |           |
| René Manzur Majluf        | Chile 2000                     | UCCP    | 2224   | 2,05  |           |
| Gabriel Álvarez Martínez  | Chile 2000                     | ILE     | 2146   | 1,98  |           |
| Carlos Oyarce Salas       | La Izquierda                   | ILD     | 2122   | 1,95  |           |
| Jovinessa Mujica Martínez | Humanista                      | PH      | 1234   | 1,14  |           |

### Elecciones parlamentarias de 2001
- Elecciones parlamentarias de 2001 a Diputado por el distrito 19 (Independencia y Recoleta), Región Metropolitana[9]

| Candidato                        | Pacto                          | Partido | Votos  | %     | Resultado |
| -------------------------------- | ------------------------------ | ------- | ------ | ----- | --------- |
| Patricio Hales Dib               | Concertación por la Democracia | PPD     | 44 193 | 41,15 | Diputado  |
| Cristián Leay Morán              | Alianza por Chile              | UDI     | 36 994 | 34,44 | Diputado  |
| Mario Hamuy Berr                 | Concertación por la Democracia | PDC     | 9505   | 8,85  |           |
| René Manzur Majluf               | Alianza por Chile              | ILC     | 7298   | 6,79  |           |
| Daniel Jadue Jadue               | Partido Comunista              | PC      | 6067   | 5,65  |           |
| Michael Andrés Araos Serey       | Partido Humanista              | PH      | 1342   | 1,25  |           |
| Celso Calfullan Campos           | Partido Comunista              | PC      | 1233   | 1,15  |           |
| Fernando Gabriel Sepúlveda Rosas | Partido Humanista              | PH      | 774    | 0,72  |           |

### Elecciones parlamentarias de 2005
- Elecciones parlamentarias de 2005 a Senador por la Circunscripción 2, Antofagasta[10]

| Candidato                  | Pacto                         | Partido | Votos  | %     | Resultado |
| -------------------------- | ----------------------------- | ------- | ------ | ----- | --------- |
| José Antonio Gómez Urrutia | Concertación Democrática      | PRSD    | 74 572 | 40,15 | Senador   |
| Carlos Cantero Ojeda       | Alianza                       | RN      | 36 045 | 19,41 | Senador   |
| Cristian Leay Morán        | Alianza                       | UDI     | 34 183 | 18,40 |           |
| Carmen Frei Ruiz-Tagle     | Concertación Democrática      | PDC     | 26 287 | 14,15 |           |
| Salvador Barrientos Muñoz  | Juntos Podemos Más            | PC      | 5220   | 2,81  |           |
| Luis Ernesto Thompson      | Fuerza Regional Independiente | ILA     | 4836   | 2,60  |           |
| Humberto Zuleta Alvarado   | Fuerza Regional Independiente | ILA     | 2612   | 1,41  |           |
| José Gabriel Feres         | Juntos Podemos Más            | PH      | 1973   | 1,06  |           |